# Heinz Förster (NS-Funktionär)
Heinz Förster (* 3. Januar 1911 in Apolda; † unbekannt) war ein deutscher nationalsozialistischer Funktionär.

## Leben
Nach dem Schulbesuch nahm er eine Banklehre auf. Im Alter von 20 Jahren trat Förster zum 1. August 1931 der NSDAP bei (Mitgliedsnummer 609.841). Er wurde Führer der Hitler-Jugend in Kiel und nach seiner Beförderung zum Bannführer im Mai 1935 Leiter der HJ-Gebietsführerschule Mecklenburg. 1941 erfolgte seine Beförderung zum Oberbannführer und seine Versetzung in die Reichsjugendführung. Ab 1942 war Förster im Slowakischen Staat Leiter der dortigen Dienststelle der Reichsjugendführung.